# Саарде (Пярнумаа)
Са́арде (эст. Saarde) — деревня в волости Саарде уезда Пярнумаа, Эстония.

## География и описание
Расположена в 36 км к юго-востоку от уездного центра — города Пярну. Граничит с волостным центром — городом Килинги-Нымме. Высота над уровнем моря — 69 метров. 
На территории деревни Саарде расположены озёра Саарде-Силлаотса (4,9 га) и Лави (0,5 га) и водохранилище Нымме (1,2 га). Через деревню протекает река Хумаласте.
Климат умеренный. Официальный язык — эстонский. Почтовый индекс — 86213.

## Население
По данным переписи населения 2021 года, в Саарде насчитывалось 250 жителей, из них 247 (98,8 %) — эстонцы.
По данным переписи населения 2011 года, в деревне проживали 318 человек, из них 314 (98,7 %) — эстонцы.
Численность населения деревни Саарде по данным переписей населения:
| Год  | 1970 | 1979  | 2000  | 2011  | 2021  |
| ---- | ---- | ----- | ----- | ----- | ----- |
| Чел. | 352  | ↘ 341 | ↗ 378 | ↘ 318 | ↘ 250 |

## История
В 1560 году упоминается приход Zare (будущий приход Саарде, также Саараский приход (нем. Kirchspiel Saara, эст. Saarde kihelkond). Своё название он, предположительно, получил по старинной мызе Сарахоф (нем. Saarahof, Ерья, нем. Jäärja). На землях этой мызы в 1642 году была построена деревянная церковь, где затем была основана церковная мыза (пасторат) Саарде. Сохранившееся до наших дней главное здание церковной мызы внесено в Государственный регистр памятников культуры Эстонии как . 

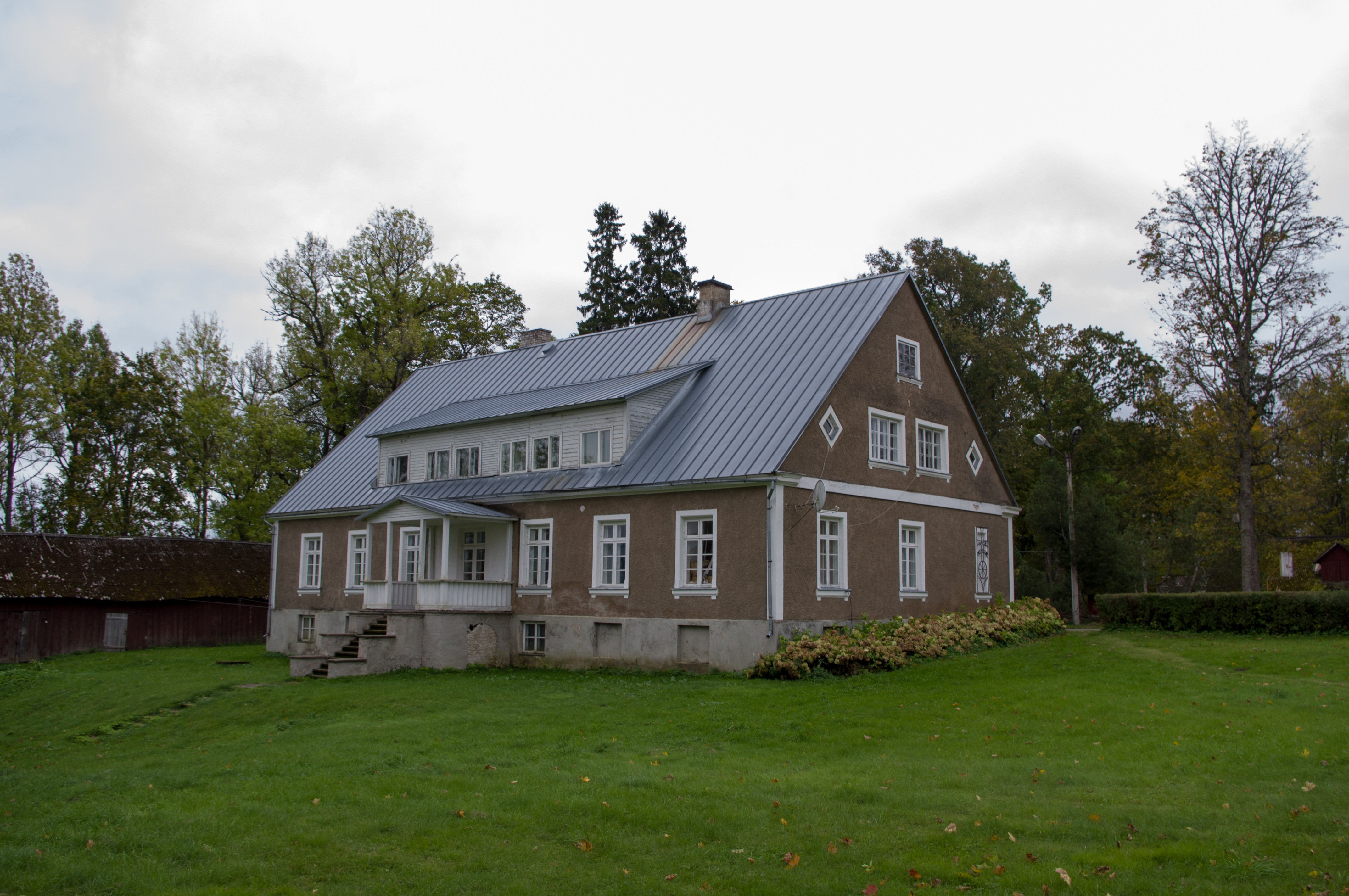
Главное здание пастората Саарде

В границах современной Саарде также расположена бывшая мыза Куркунд (нем. Kurkund, Килинги, эст. Kilingi, Килинги-Нымме, эст. Kilingi-Nõmme). На её земле в 1684 году была возведена каменная церковь, разрушенная в ходе последующих войн. В 1858—1859 годах на руинах этой церкви была построена церковь Святой Екатерины (). 
Деревней Саарде официально стала в 1977 году, до этого её территория относилась к деревне Венекюла (эст. Veneküla). Её сформировали путём объединения деревень Венекюла, Кургоя (эст. Kurgoja, в 1815 году упоминается хутор Korkoja, в 1970 году она носила название Кургоя-Раба (эст. Kurgoja-Raba)) и Палгиметса (эст. Palgimetsa).

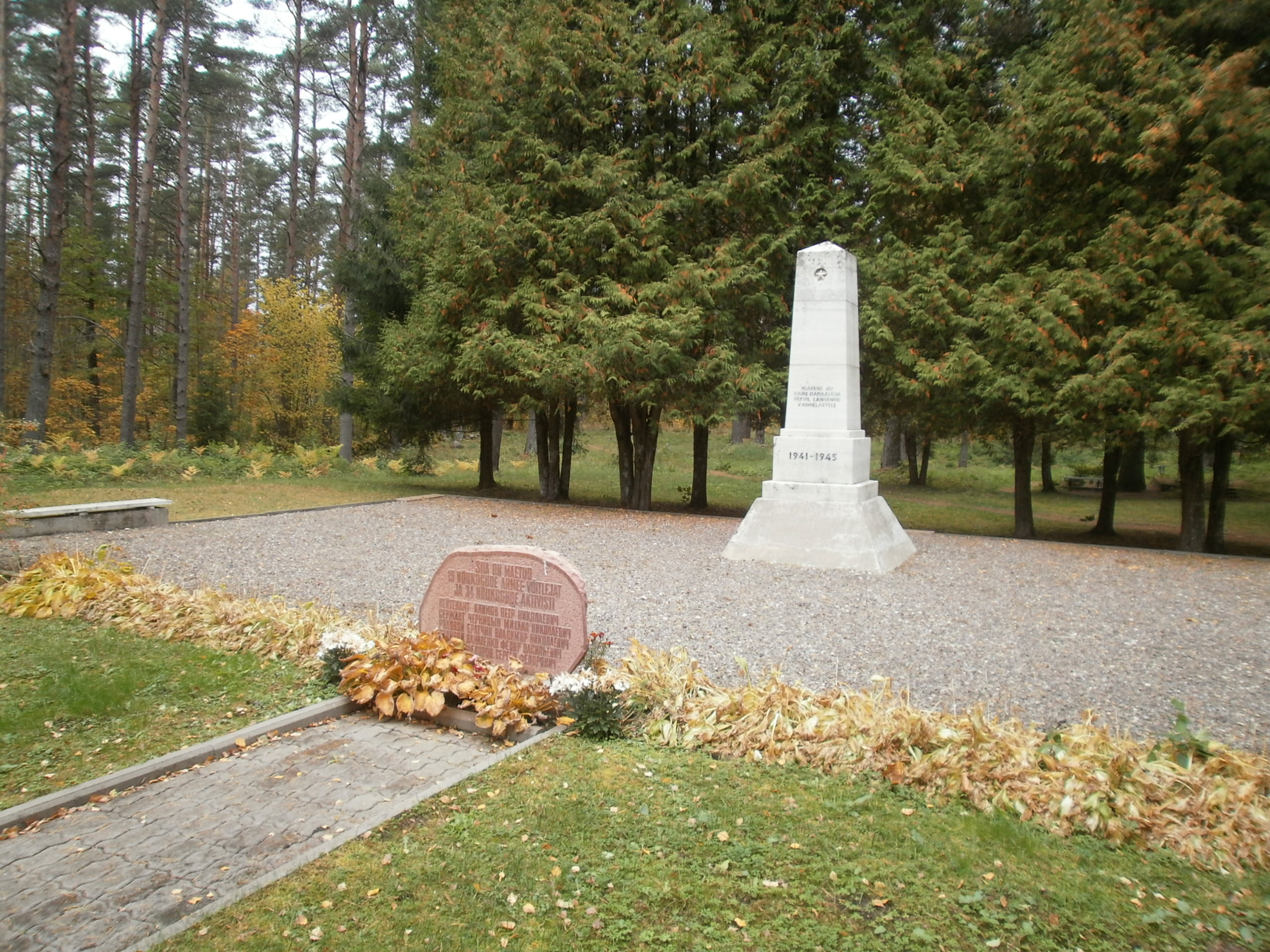
Братская могила советских воинов, павших во II мировой войне, на кладбище Саарде, 2014 год

В 1963 году на находящейся на территории Саарде братской могиле советских воинов, павших в Второй мировой войне (исторический памятник с 1997 до 2023 года) был установлен памятник с надписью «Вечная слава героям, павшим в дни Великой Отечественной войны 1941—1945». В протоколе от 30 ноября 2022 года рабочая группа по советским памятникам при Госканцелярии Эстонии (РГСП) признала памятник «красным монументом», подлежащим замене на т. н. «нейтральный». Согласно надписи на камне, установленном перед обелиском, здесь похоронено 53 человека: 19 красноармейцев и 34 советских активиста. Останки перезахоронению не подлежат, т. к. братская могила находится на кладбище Саарде. Памятник был демонтирован и заменён в 2023 году (см. Список советских военных памятников Эстонии).